# Shapland Hugh Swinny
Shapland Hugh Swinny (* 30. Januar 1857 in Dublin; † 31. August 1923 in London) war ein irischer Ökonom und ein Anhänger der Idee des Positivismus des französischen Philosophen Auguste Comte.
Er wurde in Dublin im Jahre 1857 als Sohn von Captain Shapland Swiny geboren und studierte am St. John College in Cambridge, wo er sein Studium 1884 mit dem Master of Arts abschloss.
Swinny schloss sich der London Positivist Society an und war Nachfolger von Edward Spencer Beesley als Präsident der London Positivist Society (1901–1923). Außerdem war er auch Redakteur der Positivist Review und Vorsitzender der Council of the Sociological Society von 1907 bis 1909, darüber hinaus ein Mitbegründer der Church of Humanity, zusammen mit Philip F. Thomas. Swinny war ein persönlicher Freund mehrerer indischer Nationalisten, einschließlich Bal Gangadhar Tilak.

## Werke
- The history of Ireland: Three lectures, given in Newton Hall. London 1890.
- mit Edward Spencer Beesly: The Positivist Review. Volumes 13-14, BiblioBazaar, 2010, ISBN 978-1-149-10708-9.
- mit Frederic Harrison und Francis Sydney Marvin: The New Calendar Of Great Men: Biographies Of The 559 Worthies Of All Ages And Nations In The Positivist Calendar Of Auguste Comte.